# William Klein
William Klein   (Manhattan i Nova York, 19 d'abril de 1926 - 14è districte de París, 10 de setembre de 2022) fou un fotògraf, pintor, grafista i director de cinema estatunidenc. Va ser educat en el City College de Nova York. Tanmateix, l'activitat de Klein es desenvolupà principalment a París, ciutat on es va formar com a pintor.
Klein va ser un pioner de la fotografia de carrer, activitat que va desenvolupar de manera incansable durant vuit anys (1956-1964) a Nova York, Roma, Moscou i Tòquio, on va usar la càmera sense sotmetre's a cap norma, contribuint així a desmuntar les convencions, els usos i les maneres establertes en la fotografia fins aleshores. Klein va guanyar el Premi Nadar en 1956 per la seva obra fotogràfica.
Com a fotògraf de moda, una de les seves especialitats, també sobresortí per treure les models de l'estudi, portant-les al carrer i provocant la interacció amb l'entorn.
La seva pintura desenvolupa alguns dels temes recurrents en les seves fotografies, tals com les lletres de la senyalització urbana.
Klein va dirigir un gran nombre de llargmetratges, incloent el film de 1966 Qui êtes-vous, Polly Maggoo ? i la sàtira anti-nord-americana Mr. Freedom.
Klein també és conegut per ser l'ideòleg de la sèrie documental Contacts, produïda pel Canal Arte i el Centre Nacional de la Fotografia Francesa, una col·lecció de curtmetratges en la qual trenta-tres dels millors fotògrafs i fotògrafes del món revelen els secrets de la seva professió.
L'any 2020 es va presentar una amplia retrospectiva de la seva obra a Barcelona, a La Pedrera